# Didrik Pining
Didrik Pining (asi 1428 Hildesheim – asi 1491 Vardø) byl německý mořeplavec a dobrodruh. O jeho životě existuje jen málo spolehlivých informací.
Podle genealogických výzkumů se narodil v Hildesheimu v kupecké rodině. Po krachu rodinného podniku odešel do Hamburku. V záznamech Hanzy z roku 1468 je uveden jako korzár ve službách dánského krále Kristiána I. S Hansem Pothorstem a Johannem Scolvem se zúčastnil v letech 1473 až 1476 plavby po severním Atlantiku (mohlo jít o údajnou portugalskou výpravu na Terra do Bacalhau, kterou vedl João Vaz Corte-Real). Podle jednoho výkladu mapy Carta marina jejich lodě dorazily do Grónska k hoře Gunnbjørn. Kielský starosta Carsten Gryp roku 1551 napsal, že se Pining při svých cestách pravděpodobně dostal až na Newfoundland. Sofus Larsen a Gunnar Gunnarsson proto Pininga označili za předchůdce Kryštofa Kolumba.
Po návratu byl Pining místodržitelem na Islandu, je podle něj pojmenován první islandský psaný zákoník Piningsdómur. Na dánské straně se zúčastnil bojů v Severním moři proti Angličanům a u ostrova Gotland proti Stenu Sturemu. Pak byl velitelem pevnosti Vardøhus ve Finnmarku, kde zřejmě okolo roku 1491 zemřel. Skibbyská kronika uvádí, že Pining byl popraven jako pirát.
Je po něm pojmenována škola v Hildesheimu a pohoří Didrik Pining Bjerge v Grónsku. V Brémách se nachází reliéf Pininga a Pothorsta, který vytvořil Bernhard Hoetger. Hans-Friedrich Blunck napsal román Plavba do neznáma, který byl pokusem nacistické propagandy prohlásit Němce Pininga za skutečného objevitele Ameriky.